# Noordwesthoekrit
De Noordwesthoekrit is een schaatswedstrijd en behoort tot de veertien natuurijsklassiekers die in Nederland op natuurijs worden gereden. De wedstrijd wordt onregelmatig (afhankelijk van de ijssituatie) gehouden in de Kop van Overijssel. Start en finish zijn in Steenwijk.
Er zijn tot en met 10 februari 1996 in totaal 11 edities van de Noordwesthoekrit georganiseerd. De eerste wedstrijd editie vond plaats in 1946, waarmee de wedstrijd een van de oudste natuurijsklassiekers van Nederland is. Al in 1942 vond er een toertocht plaats.

## Uitslagen
|    | Jaar | Datum       | Wedstrijd            | Mannen  | Mannen              | Mannen            | Mannen  | Vrouwen  | Vrouwen                   | Vrouwen | Vrouwen |
| Km | Jaar | Datum       | Wedstrijd            | Winnaar | Woonplaats          | Tijd              | Km      | Winnares | Woonplaats                | Tijd    |         |
| -- | ---- | ----------- | -------------------- | ------- | ------------------- | ----------------- | ------- | -------- | ------------------------- | ------- | ------- |
| 1  | 1946 | 23 december | 1e Noordwesthoekrit  |         | Klaas Schipper      | Steenwijkerwold   | 2:19:00 |          |                           |         |         |
| 2  | 1954 | 4 februari  | 2e Noordwesthoekrit  |         | Teunis Scholten     | Giethoorn         | 3:07:00 |          |                           |         |         |
| 3  | 1956 | 11 februari | 3e Noordwesthoekrit  |         | J. Vossegat         | Barneveld         |         |          |                           |         |         |
| 4  | 1961 | 29 december | 4e Noordwesthoekrit  | 70      | G. Eising           | Borne             | 2:35:00 |          |                           |         |         |
| 5  | 1963 | 23 februari | 5e Noordwesthoekrit  | 60      | Johannes Wondergem  | Ens               | 2:43:22 |          |                           |         |         |
| 6  | 1982 | 8 februari  | 6e Noordwesthoekrit  | 75      | Jan Visser          | Bovenkarspel      | 2:26:11 |          |                           |         |         |
| 7  | 1985 | 21 januari  | 7e Noordwesthoekrit  | 75      | Jan-Roelof Kruithof | Havelte           | 2:54:00 |          |                           |         |         |
| 8  | 1986 | 18 februari | 8e Noordwesthoekrit  | 85      | Evert van Benthem   | Sint Jansklooster |         |          | Betty Westerveld-Van Rijn |         |         |
| 9  | 1987 | 20 januari  | 9e Noordwesthoekrit  | 85      | Frits Schalij       | Weesp             |         |          |                           |         |         |
| 10 | 1991 | 14 februari | 10e Noordwesthoekrit | 83      | Yep Kramer          | Oudeschoot        | 2:19:00 |          | Harriët Berkhoff          |         |         |
| 11 | 1996 | 10 februari | 11e Noordwesthoekrit | 85      | Jan Bakker          | Wijnjewoude       |         |          | Baukje Bron               |         |         |